# Antiga Basílica de São Pedro
A Antiga Basílica de São Pedro (em latim: Basilica Sancti Petri) foi o edifício que permaneceu, entre os séculos IV e XVI, no local onde está hoje a Basílica de São Pedro, no Vaticano. A construção da basílica começou durante o reinado do imperador romano Constantino I e o local escolhido foi o Circo de Nero. O nome "Antiga Basílica de São Pedro" tem sido utilizado desde o início da construção da nova basílica para distinguir os dois edifícios.

## História
A construção foi ordenada pelo próprio Constantino entre 318 e 322 e levou por volta de trinta anos para acabar. Nos doze séculos seguintes, a igreja foi gradualmente ganhando importância até finalmente tornar-se o maior destino de peregrinação em toda Roma.
As coroações papais eram realizadas na basílica e, em 800, Carlos Magno foi coroado imperador do Sacro Império Romano-Germânico ali. Num raide sarraceno em 846, foi saqueada e danificada. Os atacantes provavelmente sabiam dos extraordinários tesouros preservados ali e, como a basílica ficava fora da Muralha Aureliana, sabiam que era um alvo fácil. Eles saíram "transbordando com ricos vasos litúrgicos e com ricos relicários que guardavam todas as relíquias recentemente colecionadas". Por causa do trauma provocado, o papa Leão IV construiu a Muralha Leonina e reconstruiu as porções da basílica que foram danificadas.
No século XV, a igreja estava praticamente arruinada, cheia de rachaduras e teias de aranhas. Discussões sobre uma possível reforma da estrutura começaram quando os papas retornaram de Avinhão. Duas pessoas envolvidas no debate eram Leon Battista Alberti e Bernardo Rossellino, que fizeram algumas melhorias na abside e acrescentou parcialmente uma sacada para bênçãos de múltiplos andares à fachada do átrio, um espaço que permaneceu em obras intermitentes até o início da construção da nova basílica. Nesta época, Alberti afirmou que a basílica era uma "abominação estrutural":
| “ | Percebi que a Basílica de São Pedro em Roma tem um erro crasso: uma longa e alta parede foi construída sobre uma série contínua de aberturas, sem curvas de reforço e sem contrafortes para dar-lhe suporte... A parede toda foi perfurada por aberturas demais e construída alta demais... Como resultado, a força incessante do vento já deslocou a parede mais de 1,8 metros da vertical; não tenho dúvidas de que, em algum momento, algum... movimento menor a fará ruir... | ” |
|   | — Leon Battista Alberti. |   |

A princípio, o papa Júlio II tinha toda intenção de preservar o histórico edifício, mas logo se convenceu pelo projeto de demoli-lo e construir uma nova igreja. Muitas pessoas na época ficaram chocadas pela proposta, pois o edifício representava a continuidade papal desde São Pedro. O altar original seria preservado na nova estrutura.

## Projeto

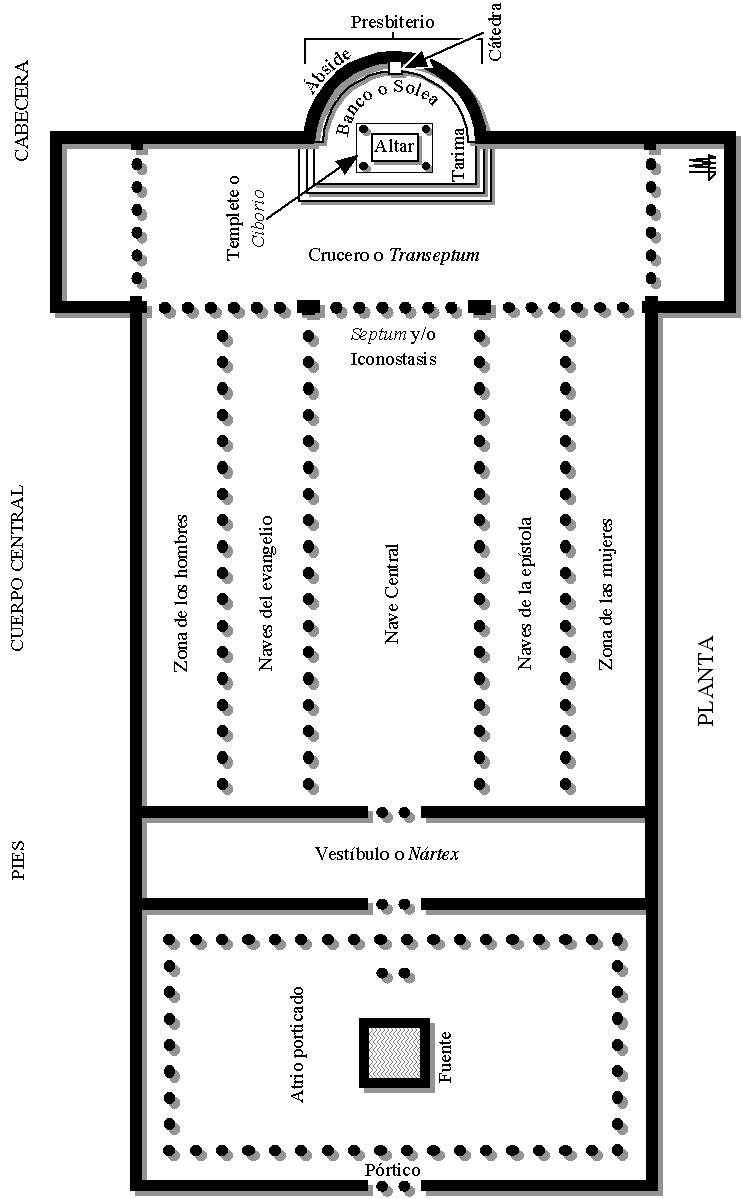
Planta da basílica.

O design era de uma típica basílica, com a planta similar à das basílicas e salões de audiências romanos, como a Basílica Úlpia, no Fórum de Trajano, e a Aula Palatina, de Constantino, em Tréveris, completamente diferente de qualquer outro templo greco-romano.
Constantino fez o que pôde para que a basílica fosse construída sobre o local do túmulo de São Pedro, o que influenciou o layout do edifício. O Monte Vaticano, na margem oeste do rio Tibre, foi terraplenado e, notavelmente, como o local ficava fora dos limites da cidade antiga, a abside com o altar-mor ficava no extremo oeste para que a fachada pudesse ficar de frente para Roma, no extremo leste (o inverso do costumeiro). O exterior, ao contrário dos templos pagãos, não era muito decorada.
A igreja comportava entre 3 000 e 4 000 de fiéis por vez. Ela tinha uma ampla nave central ladeada por dois corredores de cada lado, separados por 21 colunas de mármore, todas oriundas de antigos edifícios romanos. Tinha mais de 110 metros de comprimento, no formato de uma cruz latina, e um teto com cumeeiras suportado por vigas de madeira no interior e com mais de 30 metros centro. No átrio, conhecido como "Jardim do Paraíso", ficava à frente da entrada e tinha cinco portas para a igrejas, uma adição do século VI.
O altar da Antiga Basílica de São Pedro continha diversas colunas salomônicas. De acordo com a tradição, Constantino teria retirado-as do Templo de Salomão para utilizá-las nas igrejas, mas é mais provável que elas tenham sido retiradas de alguma igreja oriental. Quando Bernini construiu o baldaquino de São Pedro para cobrir o novo altar da basílica moderna, inspirou-se no formato torcido das antigas colunas. Oito das colunas originais estão preservadas como pilares da nova basílica.

### Mosaicos
O mosaico "Navicella" (1305–1313) do átrio é atribuído a Giotto. O gigantesco mosaico, encomendado pelo cardeal Jacopo Stefaneschi, ocupava toda a parede sobre a arcada da entrada, de frente para o átrio, e representava São Pedro andando sobre a água. Esta obra extraordinária foi quase toda destruída durante a construção da nova basílica no século XVI, mas alguns fragmentos foram preservados. "Navicella" significa "navio pequeno", uma referência ao barco que domina a cena e cuja vela, cheia com os ventos da tempestade, pairava no horizonte. Este tipo de representação de uma cena marítima só se conhecia em antigas obras de arte.
A nave terminava com um arco triunfal decorado com um mosaico de Constantino e São Pedro apresentando um modelo da igreja a Cristo. Nas paredes, cada uma com onze janelas, estavam afrescos de várias pessoas e cenas do Antigo e do Novo Testamento.
O fragmento de um mosaico do século VIII, "Epifania", é um dos raríssimos restos da decoração medieval da Antiga Basílica de São Pedro a sobreviverem. Ele está hoje na sacristia de Santa Maria in Cosmedin e é prova da altíssima qualidade dos mosaicos destruídos. Outro exemplo, uma Madona em pé, está num altar lateral da Basílica de São Marcos, em Florença.

## Túmulos
Desde a época da crucificação e sepultamento de São Pedro, em 64 d.C., acredita-se que no local esteja o túmulo de São Pedro, sobre o qual já havia um pequeno santuário. Com prestígio cada vez maior, a igreja foi sendo ricamente decorada com estátuas, móveis e candelabros elaborados e com cada vez mais túmulos e altares laterais. Na época da destruição, a estrutura estava completamente preenchida por túmulos e corpos de papas e santos e ossos continuaram a ser encontrados durante a construção até pelo menos 1544.
A maioria dos túmulos foi destruída durante a demolição e os que restaram foram levados para a nova basílica e para algumas outras igrejas de Roma.
Juntamente com as repetidas translações das antigas catacumbas de Roma e com os dois grandes incêndios na Basílica de São João de Latrão, no século XVI, a reconstrução da basílica foi responsável pela destruição de aproximadamente metade de todos os túmulos papais conhecidos. Por isto, Donato Bramante, o arquiteto-chefe da nova basílica, é lembrado como "il Ruinate" ("o arruinador").

## Galeria

Imagens da igreja
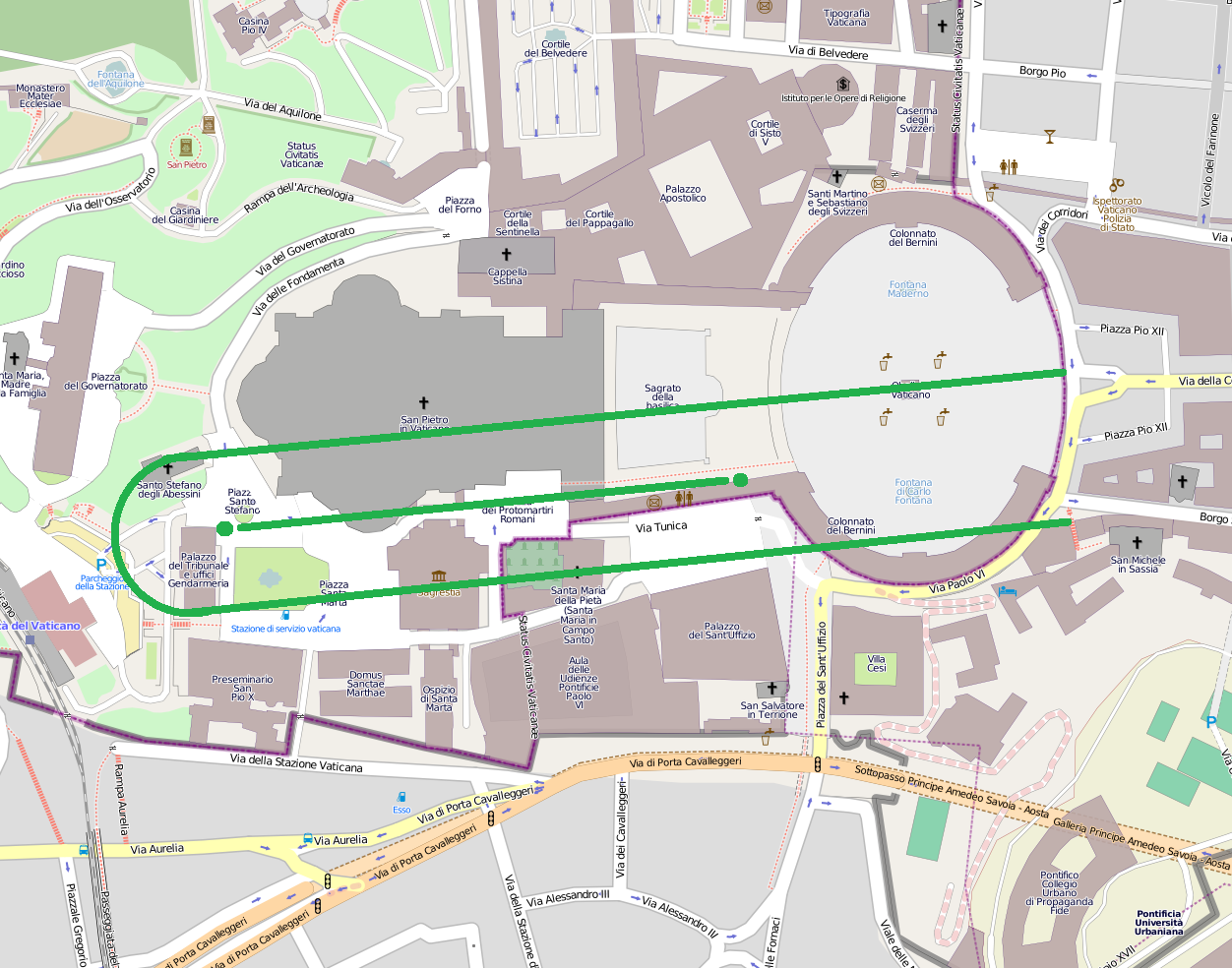
Plano esquemático moderno do local com o Circo de Nero em verde.
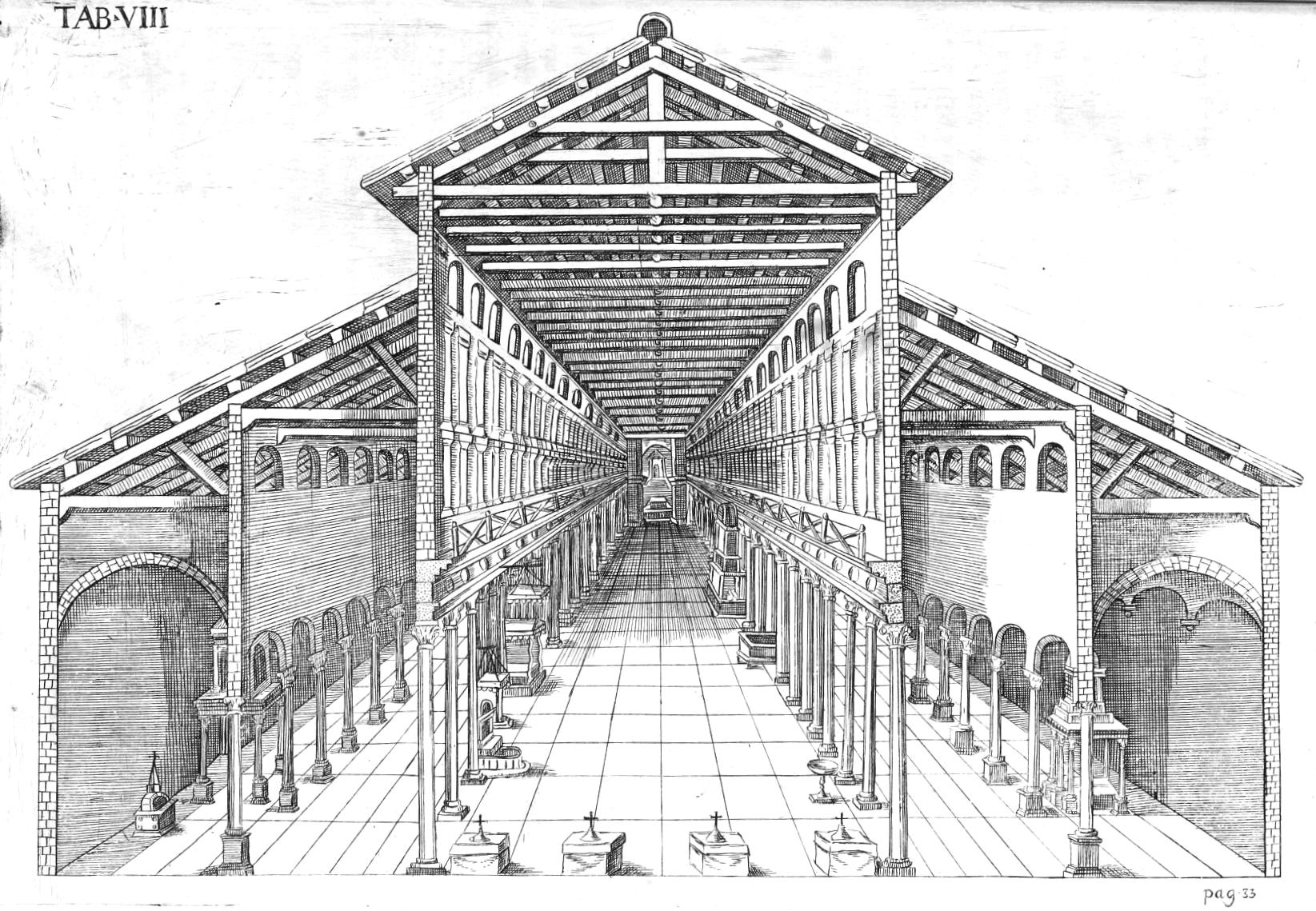
Esquema do interior (1693).
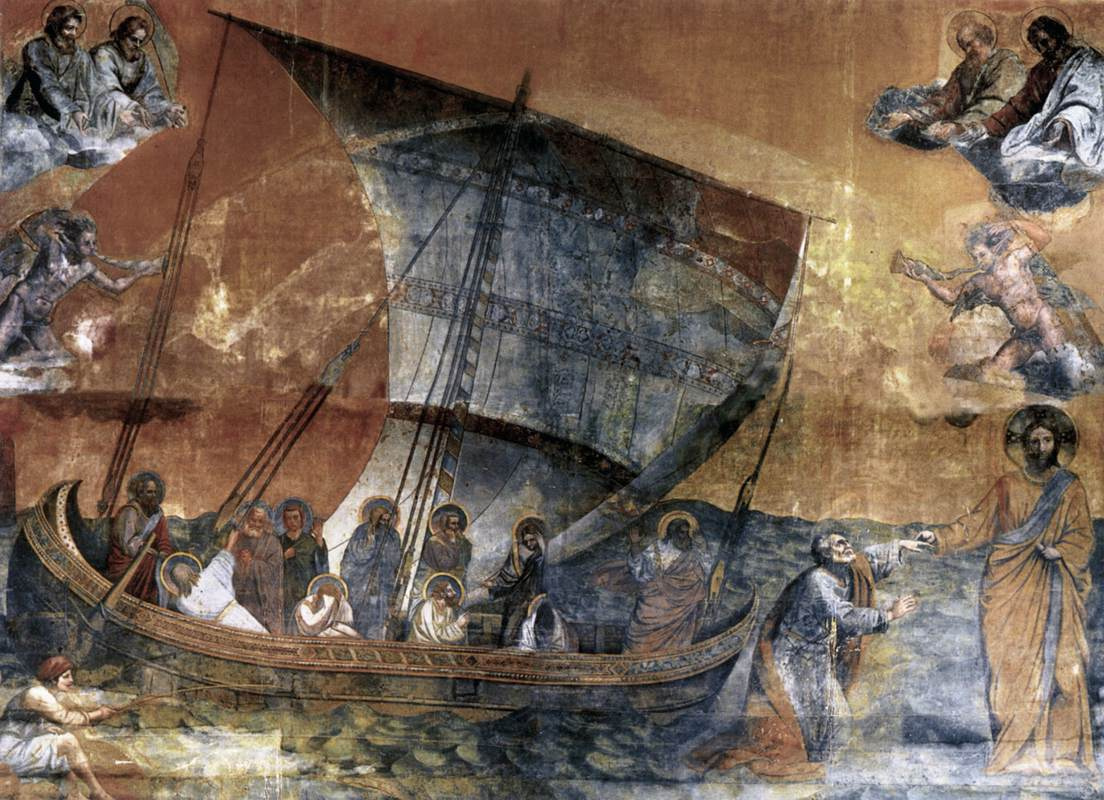
Cópia em óleo do mosaico "Navicella", atribuído a Giotto.
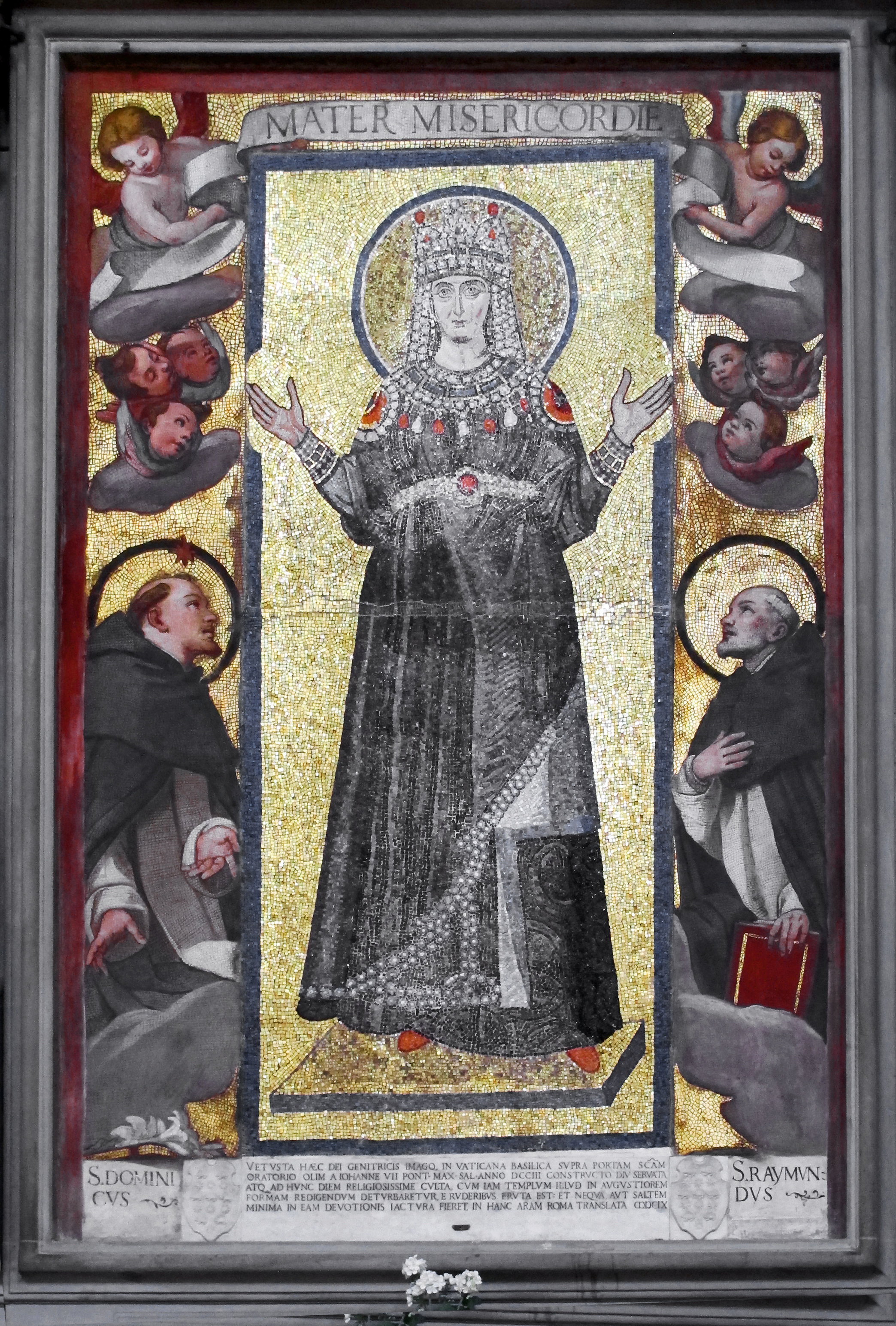
Mosaico original na Basílica de São Marcos (Florença).
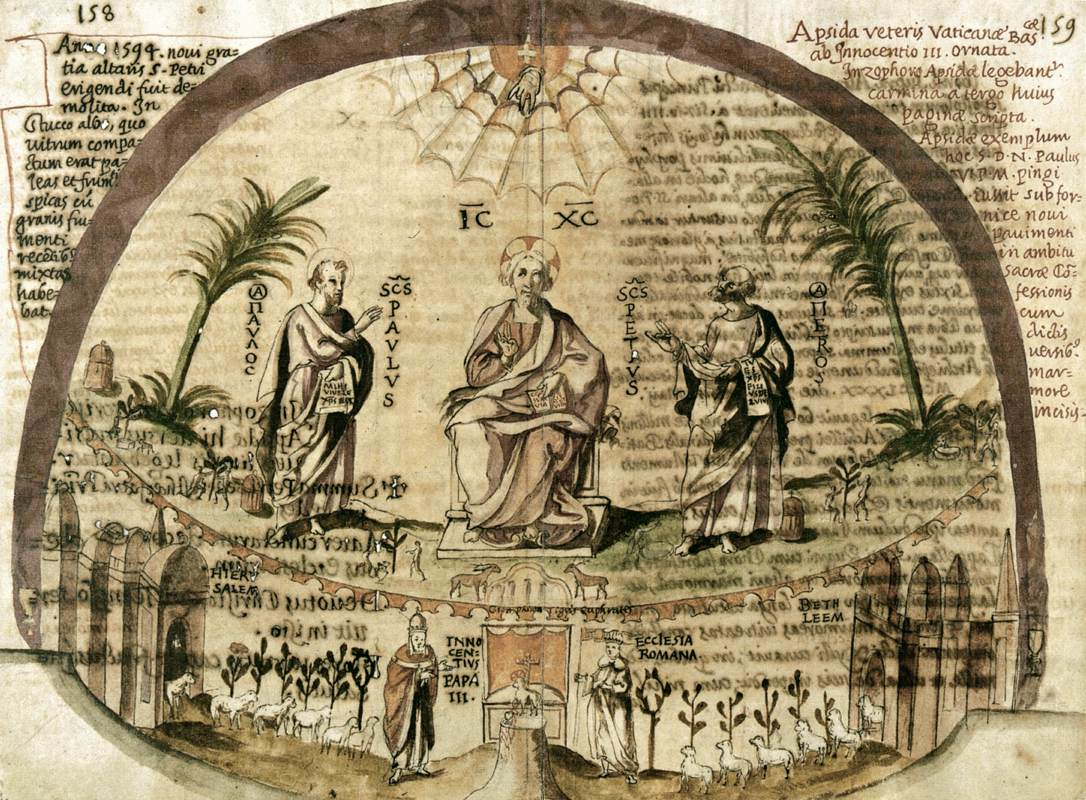
Aquarela de Giacomo Grimaldi (séc. XVI) com o mosaico da abside.